# Arméniens d'Espagne
Les Arméniens en Espagne (arménien: Հայերն Իսպանիայում, romanisé : Hayern Ispaniayum ; espagnol : Armenios en España) sont les Arméniens ou Espagnols d'origine arménienne vivant en Espagne. Selon plusieurs estimations, leur nombre se situe entre 40 000 et 50 000 personnes, principalement concentrés dans les villes de Valence, Barcelone et Madrid. En 2011, l'Espagne était la quatrième destination pour l'immigration arménienne. 
Pour la première fois en août 2009, une église arménienne fut construite dans le pays à Barcelone. La plupart des Arméniens en Espagne font partie de l'Église apostolique arménienne, et le nombre d'écoles arméniennes du dimanche dans le pays est en forte hausse. 
La plupart d'entre eux parlent l'espagnol et l'arménien. Une grande partie de l'émigration arménienne après la dissolution de l'Union soviétique s'est dirigée vers l'Union européenne, la France et l'Espagne comprises, mais aussi aux États-Unis ou encore en Russie. 

## Histoire
Bien que la présence d'Arméniens sur le territoire espagnol remonte au moins au Moyen-Âge, leur nombre a considérablement augmenté dans l'histoire contemporaine, s'établissant à partir du XVIe siècle dans des grandes villes commerciales comme Séville ou encore Cádiz, attirés par l'activité commerciale exponentielle dans les royaumes de la monarchie hispanique. Bien qu'ils rencontrent un certain succès social et commercial, leur réputation se détériore au XVIIe siècle, en partie dû à la prépondérance exercée par les marchands arméniens sur l'importation de tissus bon marché, les conflits des Franciscains financés par la Couronne espagnole contre d'autres groupes chrétiens pour le contrôle des Lieux Saints[Lesquels ?], et certains sont même allés jusqu'à accuser les Arméniens locaux d'allégeances secrètes à la Sublime Porte.
Depuis la chute de l'Union soviétique, l'Espagne a vue une immigration arménienne croissante. Aussi, depuis les années 1990, de nombreux Latino-Américains d’origine arménienne (Argentine et Uruguay) se sont installés en Espagne en raison des différentes crises économiques que traversent ces pays.